# Mau5ville: Level Complete
mau5ville: Level Complete è la sedicesima compilation realizzata dal disc jockey e produttore discografico canadese deadmau5.
Si tratta di un box set in edizione limitata contenente i tre EP della serie mau5ville in formato vinile di colore giallo, verde e rosso.

## Tracce
mau5ville: Level 1 
Lato A
1. Monophobia (feat. Rob Swire)
2. All is Lost (di Getter) (feat. nothing,nowhere.)
3. Nyquist

 mau5ville: Level 2 
Lato A
1. Drama Free (feat. Lights)
2. 10.8 (con Mr. Bill)
3. GG

Lato B
1. Sunlight (di Gallya)
2. Boui (di Monstergetdown)

 mau5ville: Level 3 
Lato A
1. Polyphobia
2. Glivch
3. Are You Not Afraid? (con Shotty Horroh)

Lato B
1. Hurricane (con Scene of Action)
2. Quests with Time Limits (di No Mana)
3. Over (di C.O.Z)